# OXT
OXT (англ. Oxytocin/neurophysin I prepropeptide) – білок, який кодується однойменним геном, розташованим у людей на короткому плечі 20-ї хромосоми. Довжина поліпептидного ланцюга білка становить 125 амінокислот, а молекулярна маса — 12 722.
| 10         |  | 20         |  | 30         |  | 40         |  | 50         |
| ---------- |  | ---------- |  | ---------- |  | ---------- |  | ---------- |
| MAGPSLACCL |  | LGLLALTSAC |  | YIQNCPLGGK |  | RAAPDLDVRK |  | CLPCGPGGKG |
| RCFGPNICCA |  | EELGCFVGTA |  | EALRCQEENY |  | LPSPCQSGQK |  | ACGSGGRCAV |
| LGLCCSPDGC |  | HADPACDAEA |  | TFSQR      |  |            |  |            |

A: Аланін

C: Цистеїн

D: Аспарагінова кислота

E: Глутамінова кислота

F: Фенілаланін

G: Гліцин

H: Гістидин

I: Ізолейцин

K: Лізин

L: Лейцин

M: Метіонін

N: Аспарагін

P: Пролін

Q: Глутамін

R: Аргінін

S: Серин

T: Треонін

V: Валін

Кодований геном білок за функцією належить до гормонів. 
Секретований назовні.